# Ernesto Espana
Ernesto Espana est un boxeur vénézuélien né le 7 novembre 1954 à La Flor[Où ?].

## Carrière
Passé professionnel en 1975, il remporte le titre vacant de champion du monde des poids légers WBA le 16 juin 1979 après sa victoire par KO au 13e round contre Claude Noel. Espana conserve son titre face à Johnny Lira puis perd au 9e round contre l'américain Hilmer Kenty le 2 mars 1980. Battu lors du combat revanche, il s'incline dans deux autres championnats du monde face à Arturo Frias et Ray Mancini et met un terme à sa carrière en 1988 sur un bilan de 36 victoires et 8 défaites.